# 鲭鲨属
鯖鯊屬（學名：Isurus），又稱鯖鮫屬，是鼠鯊科下的一屬鯊魚。

## 行為
鯖鯊屬較其他的鯊魚有較高的智慧，但現時對牠們所知有限。大部份鯊魚都有瞬膜保護眼睛，避免在追捕獵物時受到攻擊，例如大青鯊會在與物件碰撞時會將瞬膜滑動，但鯖鯊屬在牠們認為沒有危害時，會略過這動本能。

## 物種
包括下列物種：
- 尖吻鯖鯊 I. oxyrinchus (Rafinesque, 1810)[3]：分佈於溫帶及熱帶海域。
- 長鰭鯖鯊 I. paucus (Guitart-Manday, 1966)[4]：分佈於海灣或較溫暖的海面。
- †Isurus desori (Agassiz, 1843)
- †Isurus escheri  Agassiz 1843
- †Isurus flandricus (Leriche, 1910)
- †Isurus minutus (Agassiz, 1843)
- †Isurus nakaminatoensis (Saito, 1961)
- †Isurus planus (Agassiz, 1856)
- †Isurus praecursor (Leriche, 1905)
- †Isurus rameshi (Mehrotra, Mishra & Srivastava, 1973)
- †Isurus spallanzani  Rafinesque 1810